# Hariyanahalli, Tarikere
Hariyanahalli là một làng thuộc tehsil Tarikere, huyện Chikmagalur, bang Karnataka, Ấn Độ.